# 鶏鉾

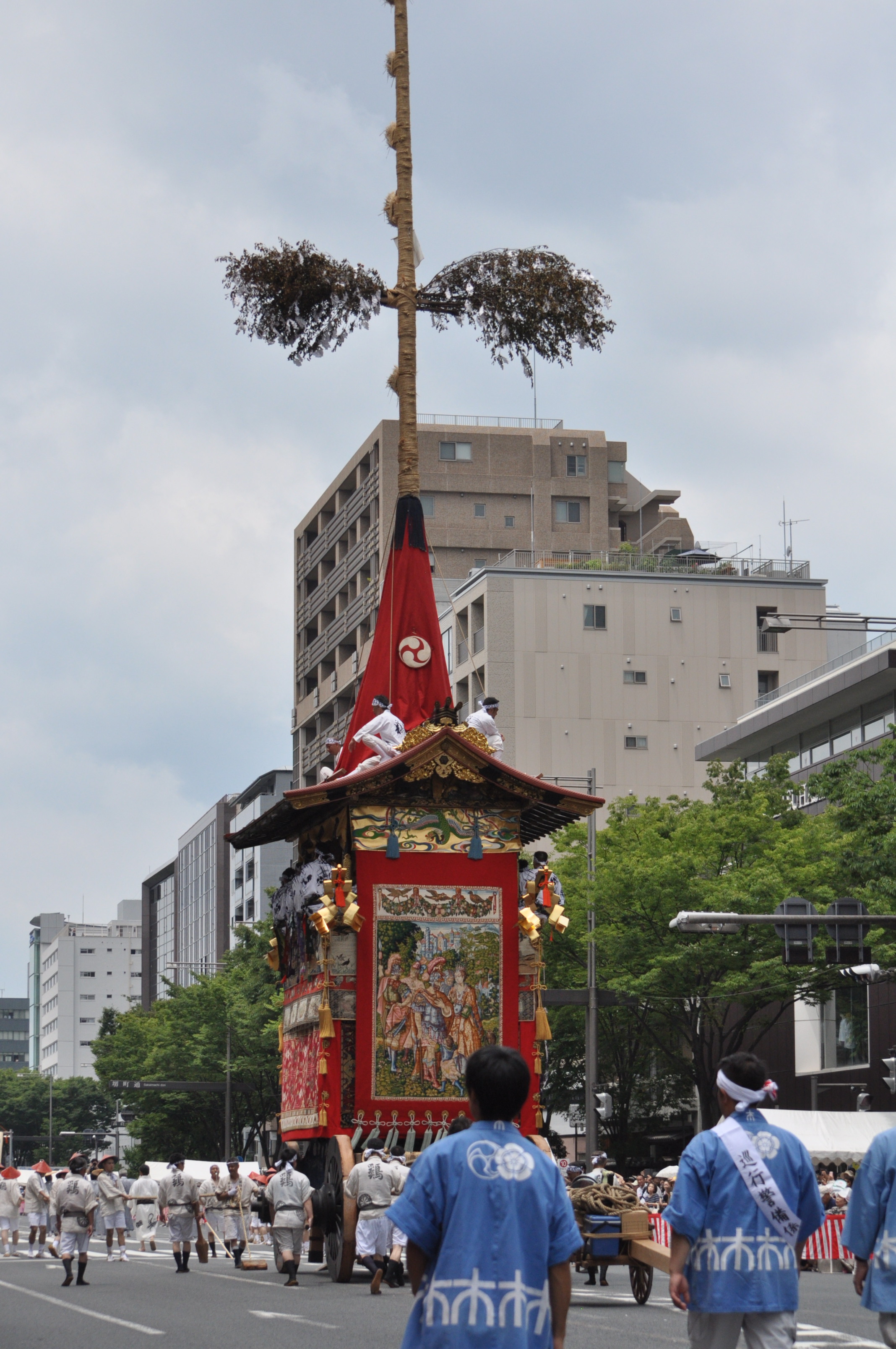
鶏鉾

鶏鉾（にわとりほこ、にわとりぼこ）は、祇園祭前祭の鉾。四条室町下ル鶏鉾町に位置する。

## 概要
鶏鉾は中国の史話に基づき、平和になり鳴らさなくなった起訴用の太鼓に鶏が住んだ故事に因む。真木の天王座に住吉明神が祀られている。